# 羅浮宮朗斯分館
羅浮宮朗斯分館為羅浮宮位於法國上法蘭西大區加來海峽省朗斯的分館，於2012年開幕。

## 历史
2003年，法國文化及通信部為解決文化機構過度集中巴黎的現況，首度提出羅浮宮設置分館的計劃，當時有亞眠、阿拉斯、濱海布洛涅、加萊、朗斯、瓦朗謝訥等6個城市入選，最後在2004年11月29日由朗斯出線。羅浮宮朗斯分館由日本SANAA建築事務所設計，2009年12月4日動工，2012年12月4日開館。

## 建築
建筑师：
妹岛和世、西泽立卫
建筑整体：
设计了一连串由混凝土和金属构成的四方形建筑：一共是六个建筑，只有一层，相互之间通过一角连接。
照设计师自己的说法：“就像在一条河上，好几艘小船撞在了一起”的效果，而且主要是通过自然光照明。
玻璃或者铝板的墙面折射出周边的景色，平的房顶也是玻璃的，带有可以自动调节的防晒帘。设计师如此想象：整体可以很好地融入风景中，就像是一条“变色龙”。所有材料给整体一种纯粹的、明亮的效果，造成一种奇特的镜子效果。
评价：
亨利·鲁瓦莱特在《回声报》上高度赞扬了这一设计，称它是“对卢浮宫的一种冥想，跟在巴黎一样，带有一个主楼，一些偏楼。就像是卢浮宫被带到了21世纪。”
同样，《世界报》发表文章，认为整个设计“就像是卢浮宫的一个隐喻，就好像是将巴黎卢浮宫的各个楼展开在了一个被折叠过的平面上”。

## 開幕
博物館將於2012年12月11日開幕，歐仁·德拉克羅瓦的自由引導人民和李奧納多·達文西的李奧納多·達文西將成為第一個臨時展。

## 外部連結
- 官方網站 （页面存档备份，存于）